# Chiesa di Sant'Antonio (Amalfi)
La chiesa di Sant'Antonio è una chiesa di Amalfi con un convento annesso, che si trova nel rione Capo di Croce.

## Storia
Il convento e la chiesa furono fondati nel 1220, secondo la tradizione da san Francesco, recatosi ad Amalfi in visita alle reliquie di sant'Andrea, con il nome di Santa Maria degli Angeli. In seguito furono dedicati a san Francesco, e, nel XVII secolo, a sant'Antonio. Nello stesso secolo la chiesa (anche se il convento no) fu restaurata e, un secolo prima, fu retta dal padre Domenico Girardelli, maestro del Beato Bonaventura da Potenza. Nel 1809 il convento fu chiuso per mancanza di frati e 9 anni dopo passò alla parrocchia di Santa Maria Assunta della frazione Pastena, che lo vendette alla famiglia Barbaro, che lo trasformò prima in locanda e poi in albergo. Dal febbraio 2018 la chiesa si trova in restauro.

## Descrizione

### Il chiostro
Il convento non è visitabile e il chiostro lo è solo il pomeriggio della festa di sant'Antonio. Quest'ultimo riflette la semplicità dell'architettura francescana, come testimoniano gli archi a sesto leggermente acuto e il pozzo centrale.

### La chiesa

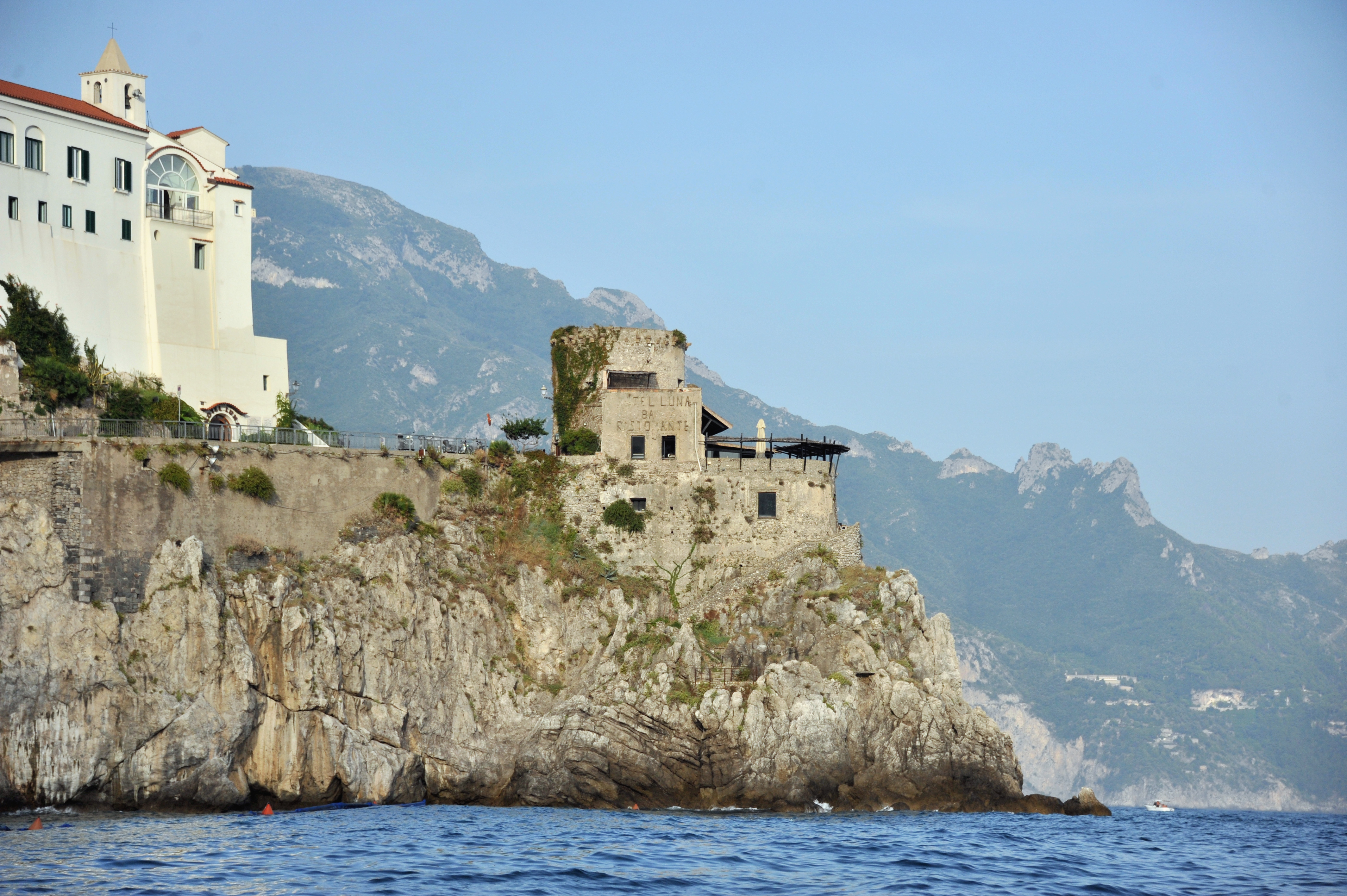
La torre Luna, l'ex convento e il piccolo campanile

La chiesa, a navata unica, presenta negli altari minori alcuni quadri settecenteschi. Le statue di sant'Antonio, san Francesco, dell'Immacolata, di san Rocco, dell'Addolorata e di santa Chiara sono d'inizio Novecento. Sull'altare si trova un pregevole Sposalizio di Maria e Giuseppe del Cinquecento. In sagrestia si conservano alcuni busti reliquiari e un piccolo quadro raffigurante la Madonna del Carmine, proveniente dalla cappella omonima (poco distante dalla chiesa, ora sconsacrata e trasformata in abitazione), molto venerato da Padre Domenico Girardelli, sepolto proprio in questa chiesa (esattamente sotto il pulpito). La piccola cripta, affrescata con le storie del poverello d'Assisi, secondo la tradizione era il primitivo convento fondato da san Francesco.